# Escuela franciscana de París

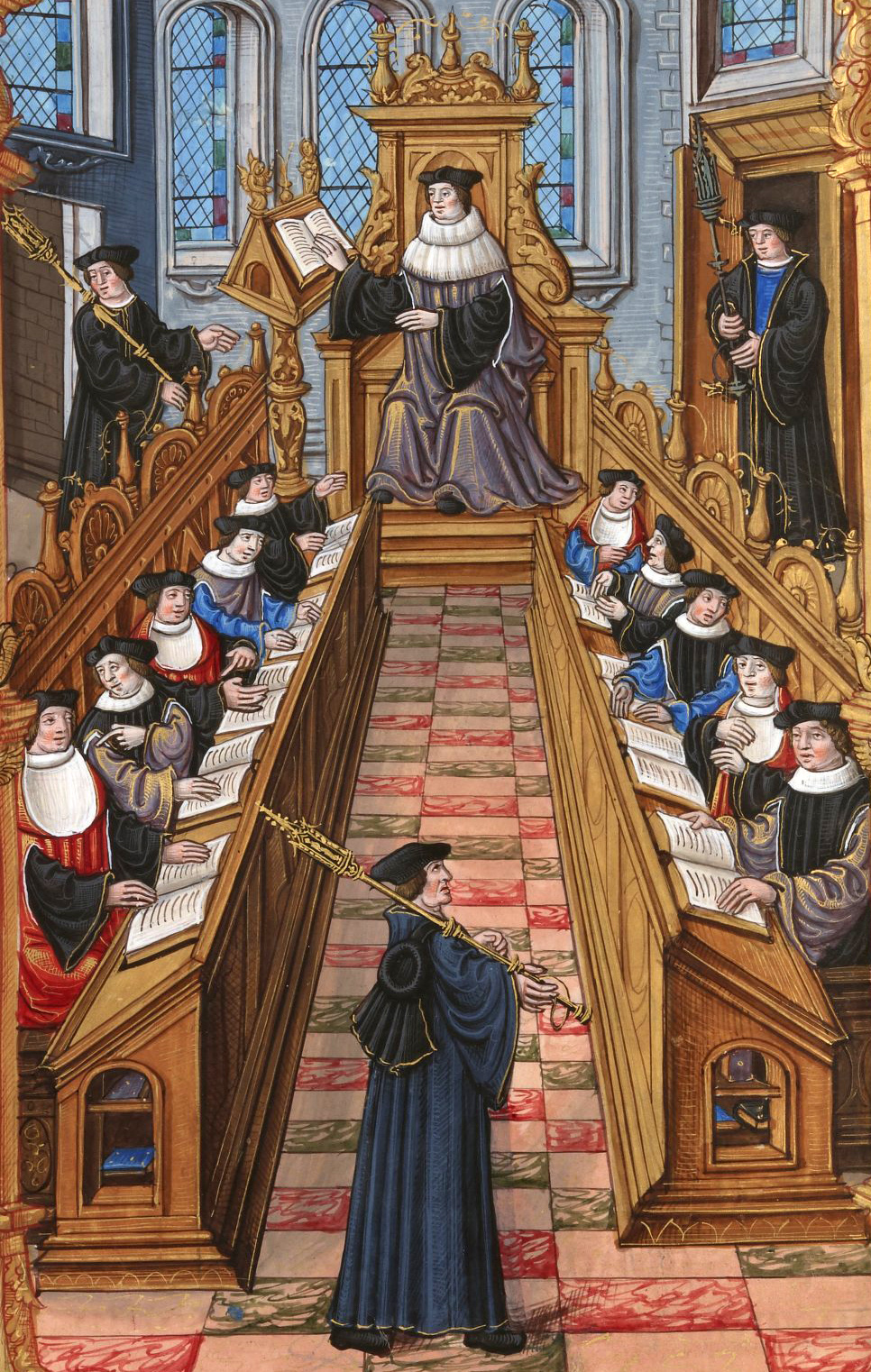
Reunión de doctores en la Universidad de París.

Se denomina escuela franciscana de París al grupo de teólogos y filósofos franciscanos que, desde su puesto como maestros en la Universidad de París durante el siglo XIII ejercieron una influencia notable en el pensamiento cristiano, sobre todo desde su oposición al tomismo y su aceptación de las opiniones de san Buenaventura, que parte de los escritos de Agustín de Hipona.
Entre los miembros de esta escuela destacan Guillermo de la Mare, Mateo de Acquasparta, que después sería elegido cardenal, Guillermo de Melton y el propio Buenaventura de Fidanza.

## Inicios
Antes de los diez años de su llegada a Saint-Denis (1219), los franciscanos rivalizaban con los dominicos en influencia en la Universidad de París. Estos se habían instalado de primera intención en pleno centro de la ciudad (1218). Saint-Denis, por el contrario, se hallaba lejos de la barriada de las escuelas. Pero los franciscanos iban frecuentemente a París a visitar a los pobres, enfermos y encarcelados.
Además, la feria del Lendit se celebraba cada año a la sombra de la vieja abadía benedictina. Los estudiantes hacían allí sus compras de pergamino, y encontraban así ocasión de entrar en contacto más íntimo con los hijos de San Francisco. La vida de éstos y la elocuencia de Gregorio de Nápoles, Ministro Provincial, ejercían sobre maestros y discípulos una atracción poderosa, que se hizo patente(1225) en la toma de hábito de cuatro doctores, siendo el más conocido de ellos, Haimón de Faversham. Haimón, que hasta su muerte (1244) representará tan importante papel en la Orden, fue poco después, con Simón de Sandwyz, a agregarse a los Frailes que se habían ya multiplicado en Inglaterra. Los otros dos doctores quedaron probablemente en Saint-Denis. Quizás diesen lecciones a los religiosos.

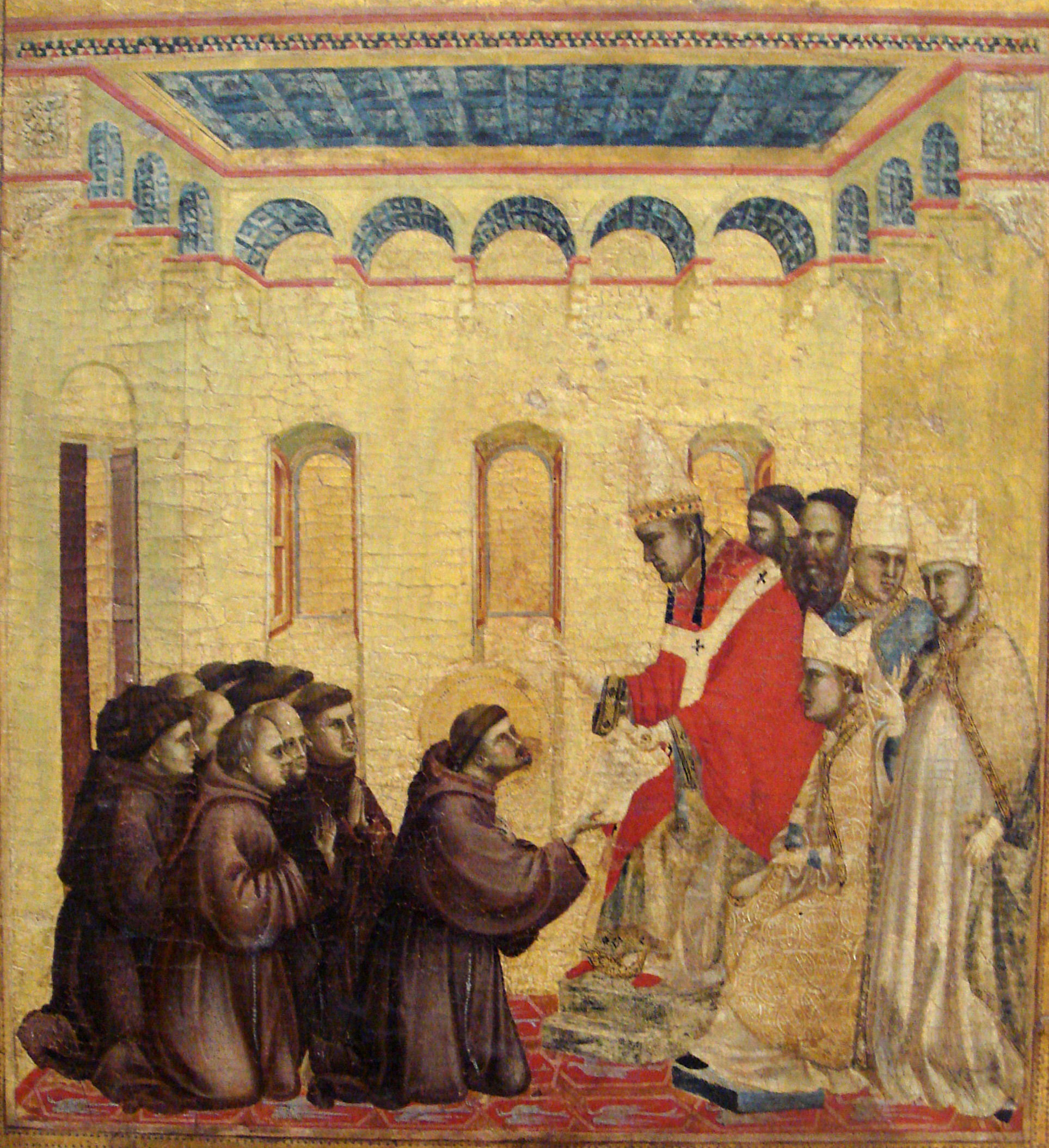
San Francisco de Asís entrega al papa la regla de los franciscanos, por Giotto.

En todo caso, no hubo allí verdadera escuela de Teología regularmente constituida e incorporada a la Universidad, y por tanto pública, hasta 1231, cuando uno de los Maestros regentes más afamados, Alejandro de Halés, vistió el hábito franciscano.
En esta época, y poderosamente protegidos por Guillermo de Auvernia y por Gregorio IX, vinieron los Menores a instalarse en tierras de la abadía de Saint-Germain-des-Prés, muy cerca del barrio universitario. Alejandro de Halés organizó esta escuela, que su renombre colocó en el primer plano de la Universidad, haciendo del convento de los Cordeliers (Franciscanos) de París el centro intelectual más importante de toda la Orden. Le sucedió Juan de la Rochelle, discípulo del mismo Alejandro.

## Esplendor
En la primera mitad del siglo XIII, Eudón Rigaud, más tarde Arzobispo de Ruan, Guillermo de Melton, y finalmente San Buenaventura fueron las lumbreras de la cátedra de que los Franciscanos eran titulares en la Universidad de París.
Cada Provincia de la Orden podía enviar gratuitamente al studium de París dos estudiantes, con el único cuidado de proveerles de los libros necesarios. Estos jóvenes religiosos debían tener tales cualidades físicas, intelectuales y morales, que dieran fundadas esperanzas de éxito; por eso antes de pasar a París debían haber estado dos o tres años en el studium particular de su propia Provincia, o en el de alguna Provincia limítrofe. Había también en el «Gran Convento», estudiantes de favor, studentes de gratia, cuyo sostenimiento personal se aseguraban ellos mismos o bien su convento.

## Legado
De estos tres grandes focos científicos, o Studia generalia: Bolonia, París y Oxford, el celo por el estudio se extendió después de 1240 a todas las Provincias franciscanas. El colegio del Gran Convento de París, como el de Oxford, podía conferir grados universitarios a quienes hubieran seguido el ciclo completo de estudios, y sufrido las pruebas reglamentarias.
Éstos volvían a sus Provincias con el título de Lectores, que les capacitaba para enseñar en las escuelas de cada Provincia, llamadas Studia particularia. Los demás conventos eran provistos de Lectores por los Provinciales. Los Studia particularia se multiplicaron rápidamente. No había, por decirlo así, convento alguno de cierta importancia que no lo tuviese.